# Inga microcalyx
Inga microcalyx là một loài rau đậu thuộc họ Fabaceae.
Loài này chỉ có ở Brasil.